# Johanna van Blois
Johanna van Blois (circa 1258 - 19 of 29 januari 1291) was van 1280 tot 1291 gravin van Blois en Dunois.

## Levensloop
Johanna was de dochter van graaf Jan I van Blois en Alix van Bretagne, dochter van hertog Jan I van Bretagne. In 1272 huwde ze met graaf Peter I van Alençon (1251-1283), een zoon van koning Lodewijk IX van Frankrijk. Ze kregen twee zonen:
- Lodewijk (1276-1277)
- Filips (1278-1279)

In 1278 kreeg ze van haar vader het graafschap Chartres toegewezen. Toen haar vader in 1280 stierf, erfde ze eveneens het graafschap Blois en de heerlijkheid Avesnes. 
Aan het einde van haar leven verkocht Johanna het graafschap Chartres aan koning Filips IV van Frankrijk en de heerlijkheid Avesnes aan haar neef Hugo. Na haar kinderloze overlijden in 1291 erfde Hugo ook het graafschap Blois.